# Mazuela
Mazuela est une commune d'Espagne dans la communauté autonome de Castille-et-León, province de Burgos. Elle s'étend sur 13,41 km2 et comptait environ 56 habitants en 2024.

## Localisation et climat
Mazuela est située sur le plateau castillan (meseta) à environ 28 km à l'ouest-sud-ouest de la capitale provinciale Burgos, à une altitude d'environ 825 m. Le climat est tempéré à chaud ; La pluie (environ 549 mm/an) tombe toute au long de l'année.

## Démographie
| Année      | 1970 | 1981 | 1991 | 2001 | 2011 | 2021 | 2024 |
| Population | 118  | 70   | 71   | 62   | 74   | 57   | 56.  |

## Tourisme
- Église Saint-Étienne ( Iglesia de San Esteban Protomartír )